# Cristóbal Colón de Carvajal y Maroto
Cristóbal Colón de Carvajal y Maroto (Madrid, 29 de enero de 1925-Madrid, 6 de febrero de 1986) fue un aristócrata español y vicealmirante de la Armada Española, ostentando los títulos de xvii duque de Veragua, xvi duque de la Vega, marqués de Aguilafuente, marqués de la Jamaica, xix almirante de la Mar Océana y adelantado de las Indias, dos veces grande de España y caballero de la Orden de Santiago, siendo además el presidente-fundador en 1963 de la Asociación Cultural Cristóbal Colón.
Era hijo del xvi duque de Veragua, Ramón Colón de Carvajal y Hurtado de Mendoza, y de María Eulalia Maroto y Pérez del Pulgar, era descendiente de Cristóbal Colón, su hijo Cristóbal Colón de Carvajal y Gorosábel es el actual duque de Veragua.
Fue asesinado por la organización terrorista ETA en 1986.

## Biografía
Ingresó como aspirante en la Escuela Naval Militar en el año 1943, como componente de la 348 Promoción del Cuerpo General de la Armada. Fue promovido a Guardiamarina en 1945, para concluir su formación en la Escuela Naval de Marin el 15 de diciembre de 1948, momento en que le fue entregado el despacho de alférez de navío. Su primer destino de embarco fue el buque insignia de la Flota, Crucero "Canarias". Luego de ser Segundo Comandante del Remolcador "Cíclope", recibió el mando del patrullero Lanzón (V-18). Al ascender a teniente de navío, recibió el mando del guardacostas Pegaso, y tras realizar el curso de especialista en Armas Submarinas, se le entregó el mando del remolcador en funciones de patrullero RR-20.
Fue ascendido a capitán de corbeta en el 1964 y nombrado segundo comandante del destructor Almirante Miranda, pasando posteriormente al Ministerio de Marina. En esta época ya era popular y recibía homenajes.
Fue ascendido al grado de capitán de fragata en 1975, y por Decreto Ley del día 17 de diciembre de 1977, se le otorgó el mando del destructor de clase Fletcher  Almirante Valdés (D-23) (ex USS Converse (DD-509), uno de los destructores recibidos de la ayuda estadounidense)., que ostentó entre el 17 de diciembre de 1977 y el 18 de junio de 1979. En el transcurso de este mando, fue condecorado con la Medalla de Plata de la Sociedad de Salvamento de Náufragos, por haber conseguido rescatar con fuerte temporal y grave situación, a los diecisiete miembros de la tripulación del pesquero Onubenses, que acabó yéndose a pique.
Al ascender en 1980 a capitán de navío, se le otorga el mando del buque escuela de la Armada Española, el bergantín-goleta Juan Sebastián Elcano, con el que partió el 8 de enero de 1981 desde Cádiz con rumbo a Santa Cruz de Tenerife, Río de Janeiro, Montevideo, Buenos Aires, Punta Arenas, Valparaíso, Callao, Balboa, cruza el Canal de Panamá, prosigue  a Pensacola, Nueva York, Saint Maló, Melilla, Livorno y llegada a la bahía de Cádiz, el día tres de agosto del mismo año.
Al año siguiente y por ser miembro de la Comisión del v Centenario del Descubrimiento, se le comisiona por el Rey para realizar una vuelta al mundo y dar a conocer esa fecha emblemática, ya que él como descendiente directo del Descubridor, era sin duda el más adecuado para dar a conocer y representar a España en tan magno acontecimiento en el que fue sexto viaje de este buque alrededor del mundo en su quincuagésimo tercer crucero de instrucción. Zarpó de la bahía de Cádiz el 10 de diciembre de 1981, con rumbo a Las Palmas de Gran Canaria, Santo Domingo cruzó por el Canal de Panamá y arribó a Acapulco, Honolulú, Manila, Bangkok, Singapur, Jeddah, Atenas y aunque estaba previsto hacer el crucero final a Cádiz, arribó a Palma de Mallorca donde fue visitado por el Rey, y siguió rumbo a la bahía de Cádiz, donde finalizó su viaje el 30 de julio de 1982.
Fue embajador extraordinario en varias ocasiones a lo largo de su vida, para representar a España en las reuniones que se llevaban a cabo, por motivos de unión entre los países hispanos, así fue comisionado especialmente para las reuniones previas al gran acontecimiento de la celebración del quinto centenario.
Fue ascendido al grado de contralmirante en el año de 1983, y continuó en sus menesteres cerca del Ministerio de Defensa y sobre todo en el Instituto de Historia y Cultura Naval. En 1984 fue ascendido a vicealmirante, y pasó a ocupar un puesto en el Estado Mayor de la Armada, donde tenía su despacho.
A comienzos de 1985, en una rutinaria revisión médica se le detectó y diagnosticó un cáncer pulmonar, por lo que redujo su actividad profesional para acudir periódicamente a revisiones médicas. Fue asesinado por ETA en atentado terrorista  el 6 de febrero de 1986 cuando un comando compuesto por José Luis Aracama Mendía (Makario) y José Luis Urrusolo Sistiaga ametralló el vehículo oficial en el que viajaba en el que también falleció el chófer del mismo, Manuel Trigo Muñoz, y resultó herido el comandante ayudante Rodríguez Toube; tras el ametrallamiento, lanzaron a su interior una granada de mano.

### El caso FIISA
En marzo de 1974 se inscribía en el Registro Mercantil la empresa Financiera Internacional Ibérica Sociedad Anónima, FIISA, con diez millones de pesetas de capital y donde aparecía como presidente Cristóbal Colón de Carvajal, duque de Veragua. El denominado caso FIISA fue una supuesta estafa financiera que llegó a juicio en 1977 y afectó a 1300 inversionistas de todo tipo, siendo el monto del dinero desaparecido unos 1600 millones de pesetas de la época. Uno de los principales implicados en el caso fue Cristóbal Colón de Carvajal, que presidía el consejo de administración de FIISA. Antes de que terminara la campaña de captación de capital que desembocó en la quiebra de la financiera Colón de Carvajal ya habían dimitido, aunque no lo hizo, como estaba estipulado en los estatutos, ante la Junta de Accionistas y con propuesta de un consejero sustituto.

## Títulos
| ● 1925-1931: | Señor don Cristóbal Colón de Carvajal y Maroto                                                                                     |
| ● 1931-1940: | Excelentísimo señor don Cristóbal Colón de Carvajal y Maroto                                                                       |
| ● 1940-1956: | Excelentísimo señor don Cristóbal Colón de Carvajal y Maroto, marqués de la Jamaica                                                |
| ● 1956-1986: | Excelentísimo señor don Cristóbal Colón de Carvajal y Maroto, XVII duque de Veragua, XVI duque de la Vega, marqués de Águilafuente |

## Libros publicados
- La vuelta al mundo en el "Juan Sebastián de Elcano": El testamento náutico del almirante, ISBN 9788401372599, Editorial: Plaza & Janés Editories, S.A. 1987
- La creación del ducado de Veragua. Aparte de Hidalguía

## Otros títulos
- Académico de número de la Real Academia de la Historia.
- Académico de Honor de la Real Academia de Extremadura de las Ciencias y de las Letras
- Miembro de la Academia de la Historia de Italia
- Miembro de la Academia de la Historia de la República Dominicana
- Miembro de la Academia de la Historia de Paraguay
- Miembro de la Academia de la Historia de Puerto
- Miembro de la comisión Permanente de la Diputación de la Grandeza de España
- Presidente del Real Cuerpo de la Nobleza de Madrid
- Presidente de la Real Asociación de Hidalgos de España
- Alcalde Mayor y caballero divisero de la Divisa, Solar y Casa Real de la Piscina
- Vocal nato del Museo Naval de Madrid
- Miembro de la Comisión del V Centenario del Descubrimiento de América
- Presidente y fundador de la Asociación Cultural Italo-Hispánica Cristóbal Colón
- Presidente Nacional de Scouts de España (1966 - 1981) y recompensado con el Lobo de Plata, máxima distinción scout, en 1984.[10][11]